# Península de Tawharanui

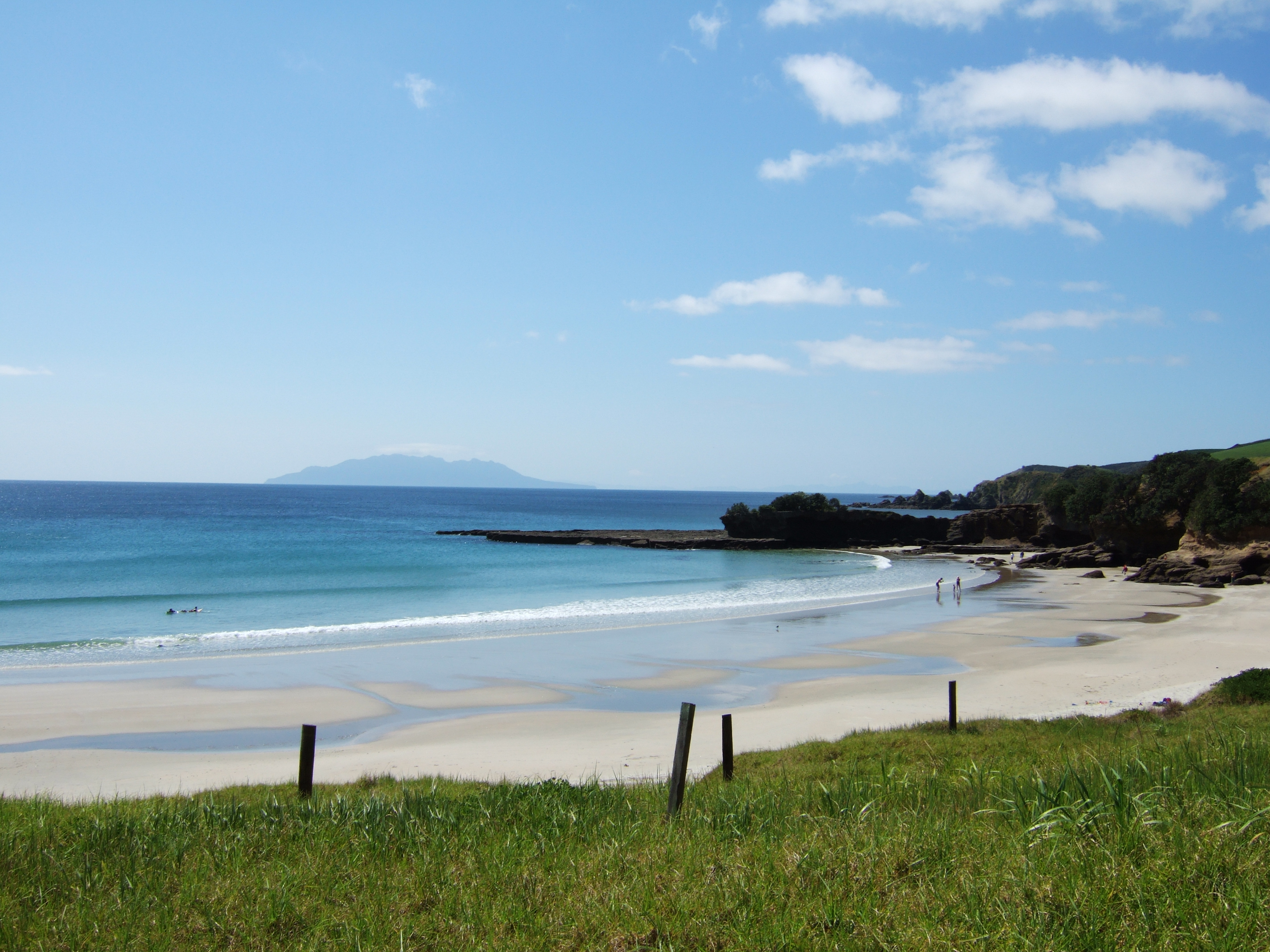
Parque regional Tawharanui

La península de Tawharanui es un saliente de tierra que se proyecta hacia el golfo de Hauraki desde la costa este de la mucho más grande península del norte de Auckland en Nueva Zelanda. Separa la bahía de Omaha al norte de la bahía de Kawau y la isla de Kawau al sur. La ciudad importante más cercana es Warkworth.
El Parque Regional Tawharanui cubre 588 hectáreas de la tierra de la península y la Reserva Marina Tawharanui cubre el mar costero del norte. Ambos son administrados por el Consejo de Auckland, que también es propietario del parque regional.
Geológicamente, la península consiste en piedra arenisca sobre grauvacas plegadas y levantadas.

## Historia
Los maoríes vivieron en la zona durante más de 800 años. El nombre maorí Tawhara-nui se refiere a "las abundantes brácteas de la vid kiekie". Hasta la década de 1870, el parque fue ocupado por un pequeño hapu (subtribu) del pueblo Te Kawerau llamado Ngati Raupo. La gente vivía principalmente alrededor de la cuenca del arroyo Mangatawhiri. Un pā significativo, Oponui, estaba cerca de la entrada al parque y en la salida del arroyo estaba Pa-hi (que significa "asentamiento fortificado elevado"). Tawharanui proporcionó una gran variedad de recursos marinos y forestales. Esto fue celebrado en el dicho: "He wha tawhara ki uta; él kiko tamure ki tai" - "Las brácteas de la flor del kiekie en la tierra, la carne del pargo en el mar". Waikokowai en Anchor Bay proporcionó una valiosa fuente de kokowai o de ocre rojo, que se utilizó con fines decorativos y ceremoniales.
Tawharanui fue vendido por los dueños maoríes en 1873-1877 y se convirtió en una granja de las familias Martin, Jones y Young. La madera de Kauri y del manú se cortó para obtener leña durante muchos años. Nueve naves naufragaron en la costa de Tawharanui entre 1871 y 1978. Anchor Bay lleva el nombre del ancla del Fénix, naufragado en 1879. La Autoridad Regional de Auckland, precursora del Consejo de Auckland, compró el parque de la familia Georgetti en 1973.

## Parque regional
El parque combina un santuario para la conservación de plantas y animales nativos con áreas de tierras de cultivo y otras para ocio público. El parque consta en su mayoría de pastizales esparcidos por todas partes con zonas de bosque costero. La zona más significativa de los bosques costeros se encuentra en la parte oriental central del parque, donde los kauri y los rimu dominan las crestas, con puriri, taraire, tawa y, con menos frecuencia, rewarewa y nikauen los valles. En otros lugares hay totara, kahikatea, pohutukawa, karaka y lino de Nueva Zelanda.
Se creó una isla continental con la construcción de una valla de 2.5 km a prueba de plagas en toda la península en 2004. Esto fue seguido por un tratamiento aéreo de veneno que eliminó ratas negras, ratas marrones, gatos callejeros, zarigüeyas, comadrejas, armiños y hurones. Las plagas introducidas que permanecen en el santuario son ratones, conejos y erizos. El Tawharanui Open Sanctuary Society Inc. (TOSSI) ayuda al Consejo de Auckland con el santuario mediante la recaudación de fondos y el trabajo voluntario
Dieciséis especies de aves terrestres nativas y 15 especies de aves costeras nativas se han registrado en el parque. Las aves de los humedales incluyen el avetoro australasiano, el crake inmaculado y la yerbera maorí. Las aves costeras incluyen el chorlito de Nueva Zelanda, la garza azul del arrecife y el ostrero variable

## Reserva marina
La Reserva Marina Tāwharanui se estableció en 2011. La reserva marina reemplaza al Parque Marino Tawharanui, que se estableció en 1981 como el primer área marina protegida de Nueva Zelanda. Cubre aproximadamente 395 hectáreas, desde la marca media de marea alta hasta media milla náutica hacia el mar, a lo largo de tres kilómetros de la costa. Los reglamentos administrados por el Ministerio de Pesca prohíben la captura de cualquier vida marina. La costa diversa contiene una gama de hábitats submareales, incluidos los arrecifes con salientes, túneles y cuevas. Los bancos de moki rojo, azul maomao, manchado, salmonetes y koheru son comunes. El kiwi marrón de la Isla Norte se reintrodujo en el área. Cetáceos como el delfín nariz de botella y la orca u otras especies también visitan las aguas cercanas.